# Renate, Lombardiet
Renate är en ort och kommun i provinsen Monza e Brianza i regionen Lombardiet i Italien. Kommunen hade 4 032 invånare (2018).